# Constantes de Stieltjes
En matemáticas, las constantes de Stieltjes {\displaystyle \gamma _{k}} son los coeficientes de la expansión en serie de Laurent de la función zeta de Riemann:
{\displaystyle \zeta (s)={\frac {1}{s-1}}+\sum _{n=0}^{\infty }{\frac {(-1)^{n}}{n!}}\gamma _{n}\;(s-1)^{n}}
Las constantes de Stieltjes se definen por el siguiente límite
{\displaystyle \gamma _{n}=\lim _{m\rightarrow \infty }{\left[\left(\sum _{k=1}^{m}{\frac {\ln ^{n}k}{k}}\right)-{\frac {\ln ^{n+1}m}{n+1}}\right]}}
(En el caso n = 0, el primer sumando requiere la evaluación de 00, que se toma como 1.)
La fórmula integral de Cauchy nos da la siguiente representación integral:
{\displaystyle \gamma _{n}={\frac {(-1)^{n}n!}{2\pi }}\int _{0}^{2\pi }e^{-nix}\zeta \left(e^{ix}+1\right)dx.}
Para el caso n = 0, se recupera la constante de Euler-Mascheroni {\displaystyle \gamma _{0}=\gamma =0.577...}.
Una aproximación de las primeras constantes viene dada por la siguiente tabla:
| n  | Valores aproximados de γn                  |
| 0  | 0.5772156649015328606065120900824024310421 |
| 1  | -0.072815845483676724860586                |
| 2  | -0.0096903631928723184845303               |
| 3  | 0.002053834420303345866160                 |
| 4  | 0.0023253700654673000574                   |
| 5  | 0.0007933238173010627017                   |
| 6  | -0.00023876934543019960986                 |
| 7  | -0.0005272895670577510                     |
| 8  | -0.00035212335380                          |
| 9  | -0.0000343947744                           |
| 10 | 0.000205332814909                          |

## Constantes de Stieltjes generalizadas
Más generalmente, se puede definir las constantes de Stieltjes {\displaystyle \gamma _{k}(q)} asociadas a las expansiones en serie de Laurent de la función zeta de Hurwitz:
{\displaystyle \zeta (s,q)={\frac {1}{s-1}}+\sum _{n=0}^{\infty }{\frac {(-1)^{n}}{n!}}\gamma _{n}(q)\;(s-1)^{n}}
Donde q es un número complejo con Re(q)>0. Como la función zeta de Hurwitz es un generalización de la función zeta de Riemann, tenemos que:
{\displaystyle \gamma _{n}(1)=\gamma _{n}}